# Piffaro, The Renaissance Band
Piffaro, The Renaissance Band, es un conjunto instrumental de los Estados Unidos especializado en la música de finales de la Edad Media y del Renacimiento. Fue fundado en 1980, en Filadelfia, con el nombre de The Philadelphia Renaissance Wind Band, cambiando en 1995 a su actual denominación. Está dirigido por Joan Kimball y Robert Wiemken.

## Discografía
- 1991 - Keeping the Watch. German, Flemish and French music, 1490 to 1550. Newport Classic NPD-85527
- 1991 - Return of the Pipers. Flemish, French, Italian and Spanish music, 1480 to 1600. Newport Classic NPD-85567
- 1995 - Canzoni e Danze. Wind Music from Renaissance Italy. Archiv 445 883-2 AH.
- 1996 - Chansons et Danceries. Renaissance Wind Music. Archiv 447 107-2 AH.
- 1997 - Los Ministriles. Spanish Renaissance Wind Music. Archiv 453 441-2 AH, Archiv "Blue" 474 232.
- 1999 - A Flemish Feast. Flemish Renaissance Wind Music. Archiv 457 609-2 AH.
- 2000 - Jean de Castro: Polyphony in a European Perspective. Junto con Capilla Flamenca, More Maiorum y Trigon-Project. Passacaille 931.
- 2001 - Stadtpfeiffer. Music of Renaissance Germany. Dorian xCD-90292.
- 2001 - Music from the Odhecaton. Celebrating the 500th Anniversary of the First Printed Music. Dorian xCD-90301.
- 2003 - Trionfo d'Amore e della Morte. Florentine Music for a Medici Procession. Junto con el Concord Ensemble. Dorian 90312.
- 2004 - Piffaro Live!. 20th Anniversary Celebration
- 2005 - Nowell’s Delight. A Renaissance Christmas Celebration
- 2005 - Obrecht: Chansons, Songs, Motets. Junto con Capilla Flamenca. Eufoda 1361.
- 2007 - Recordari. The Art of the Renaissance Recorder. Piffaro PR 003
- 2009 - Vespers. Música de Kile Smith. Junto con The Crossing. Navona Records
- 2012 - Los Ministriles in the New World. Navona Records.